# Břeclav
Břeclav [ˈbr̝ɛtslaf] (deutsch Lundenburg) ist die südlichste südmährische Stadt mit 24.544 Einwohnern (Stand 1. Januar 2023) in Tschechien. Sie liegt an der Thaya und grenzt an Niederösterreich und die Slowakei.

## Stadtgliederung
Die Stadt Břeclav besteht aus den Ortsteilen Břeclav, Charvátská Nová Ves (Oberthemenau) und Poštorná (Unterthemenau), die zugleich auch Katastralbezirke bilden. Grundsiedlungseinheiten sind Apollo, Boří les, Bratislavská, Břeclav-střed, Charvátská Nová Ves, Cukrovar, Čtvrtky, Díly, Dubíč, Jánský Dvůr, Kančí obora, Louky, Na Pěšině, Novoveská, Padělky, Pod vodojemem, Pohansko (Pohanska), Poštorná, Průmyslový obvod Poštorná, Průmyslový obvod-východ, Sídliště Charvátská, Smetanovo nábřeží, Stará Břeclav (Altenmarkt), Štěpnice, Tatran, Valtický les, Veslařská, Za nádražím und Zámek.

## Geschichte
Erste Ausgrabungen weisen auf eine Besiedelung um 8000–6000 v. Chr. hin. Seit der Bronzezeit (ca. 2000 v. Chr.) ist der Landstrich kontinuierlich besiedelt. Die wirtschaftliche Grundlage dafür bildeten Landwirtschaft und Viehzucht.
Als um 400 v. Chr. die Kelten Mitteleuropa besetzt hielten, führte es zur sprachlichen und kulturellen Assimilierung der ursprünglichen Bevölkerung in diesem Landstrich. Um die Zeit nach Christi Geburt waren Quaden als Vorherrscher in diese Region gezogen. Im 2./3. Jahrhundert weisen Funde auf eine germanische Besiedelung hin. In der Nähe der Siedlung Na Valticke  und in Charvátská Nová Ves sind Ausgrabungen eines Römerlagers aus dem 2. Jahrhundert nachweisbar.
Ab der Hälfte des 6. Jahrhunderts verließ der Großteil der langobardischen Besiedler das mittlere Donaugebiet und von Südosten wanderten sukzessiv slawische Siedlerverbände ein. Nach der Zerschlagung des Awarenreiches Ende des 8. Jahrhunderts bildeten sie auf Grundlage bereits bestehender kleinerer Stammesfürstentümer das Großmährische Reich, zu dessen Mikultschitzer Kerngebiet die Region um das spätere Břeclav gehörte. In den letzten Jahrzehnten des Großmährischen Reiches, frühestens in den 980er Jahren, wurde der Burgwall Pohansko, ca. 5 km südlich von Břeclav, erbaut, der mit 28 Hektar zu den größten mährischen Siedlungsagglomerationen zählt. Nach der Zerstörung des Großmährischen Reiches durch die Magyaren Anfang des 10. Jahrhunderts wurde der Landstrich wieder weitgehend siedlungsleer.
Ab 1041 betrieb der Přemyslide Břetislav I. einen systematischen Herrschaftsausbau im von den Piasten zurückeroberten Mähren, indem er Ministeriale ansiedelte, Landesausbau betreiben ließ und das Land in Burgbezirke aufteilte. Im 11. Jahrhundert erfolgte auch die erste Erwähnung Břeclavs als Lauentenburch (später daher auch als Laventenburg) in einer gefälschten Passauer Schenkungsurkunde. In der Urkunde tritt die vermeintlich verkehrsgünstige Lage der Burg an einer Fernstraße hervor, 1078 ist ferner eine Brücke über die Thaya belegt, trotzdem bleibt die Siedlung bis zur Stadterhebung 1872 ein einfacher Marktflecken. Die erste sichere Erwähnung geschieht 1131, wo Břeclav als Zentrum einer Großpfarrei hervortritt. Seit den 1220er Jahren war Břeclav Wittum der Königin Konstanze von Ungarn, Gemahlin Ottokars I. Přemysl. Sie ließ nach 1230 die ursprünglich holzbefestigte Burg durch eine steinerne ersetzen. Den Kern der neuen Burg bilden der Wohnturm und der Wehrgraben bei der Staré Dyje (Alten Thaya). Auf der so entstandenen Insel bildet sich ein Handwerkszentrum. Schon vor dem Tod Konstanzes befand sich die Burg kurzzeitig im Besitz ihres Enkels Ulrichs III. von Kärnten, der sich bis 1247 auch als „Fürst von Lundenburg“ tituliert.

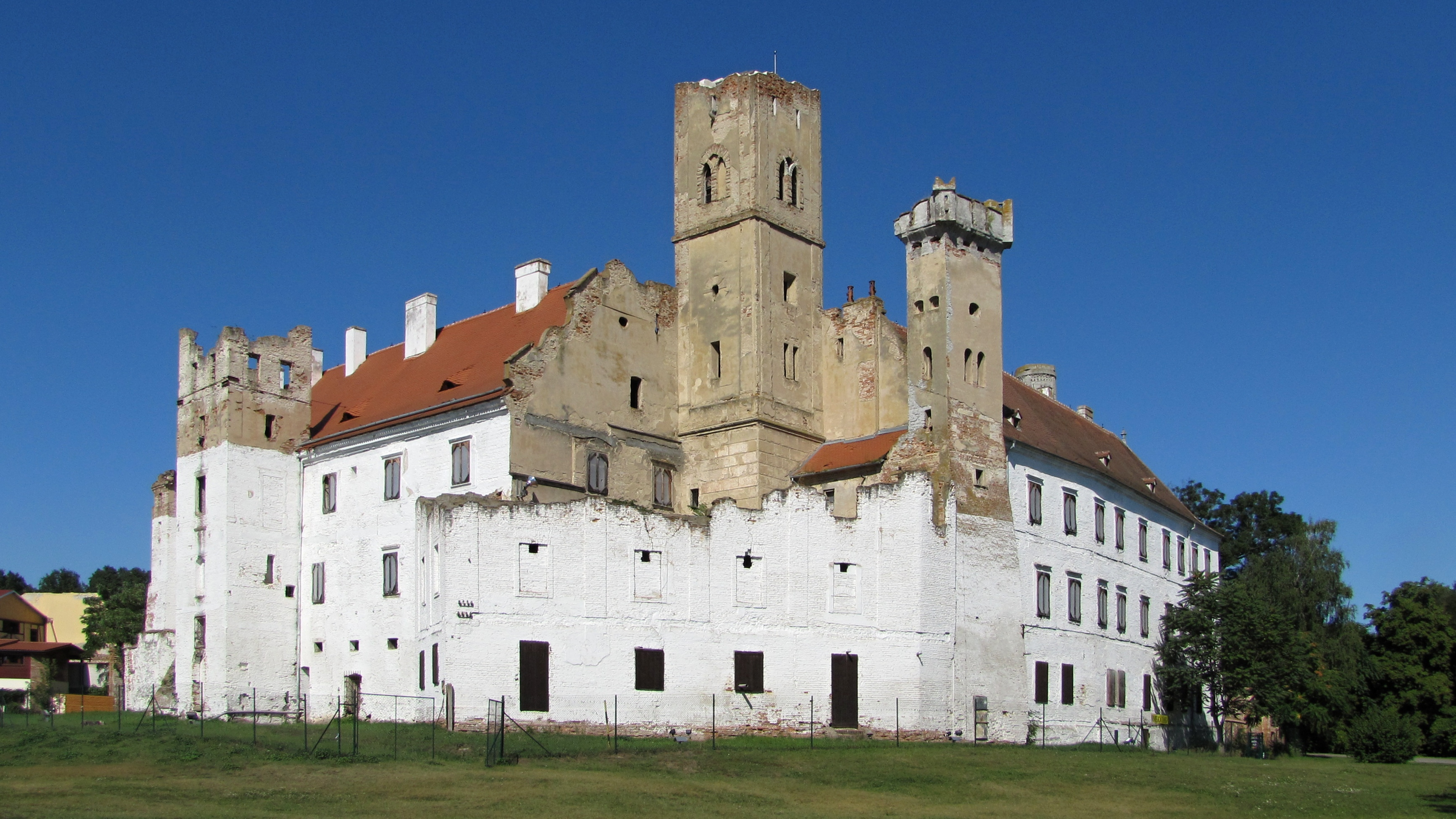
Burg Břeclav

Im weiteren Verlauf des 13. Jahrhunderts befand sich Břeclav im Besitz der Herren von Egerberg. Damals wurde wohl das landesherrliche Amt nach Bzenec verlegt. Bis 1313 sind die Herren von Boskowitz Besitzer. Von ihnen kam die Burg und das Städtchen durch Verkauf an die österreichischen Adelsgeschlechter von Hainfeld und von Rauenstein, ehe sie 1336 durch König Johann von Böhmen erobert wurde. 1367 belehnte Markgraf Johann von Mähren die Brüder Hans, Hartneid und Georg von Liechtenstein mit der Burg Břeclav. Am 10. März 1419 bestätigte König Wenzel IV. der Familie Liechtenstein das Lehen als Dank für ihre Beihilfe zur Befreiung aus seiner Gefangenschaft. Burg und Herrschaft blieben daraufhin bis ins 16. Jahrhundert bei diesem Geschlecht.
In der zweiten Hälfte des 16. Jahrhunderts bestand in Břeclav ein größerer Bruderhof der täuferischen Hutterer. Wie in anderen Städten Mährens, vernichtete 1574 ein Pogrom einen Großteil der jüdischen Gemeinde Břeclavs, bis Kaiser Maximillian II. die Gemeinde unter seinen Schutz nahm. Am 28. Juni 1605 plünderten die Truppen des ungarischen Prinzen Stephan Bocskai die Stadt. In den Kriegsjahren 1605, 1619 bis 1622 und 1643 wurde die Stadt schwer beschädigt. Zu Beginn des Dreißigjährigen Krieges im September 1619 wurden das Schloss, die Stadt und auch der hutterische Bruderhof von kaiserlichen Truppen niedergebrannt. Zwei Jahre später wurden die Hutterer im Rahmen der Gegenreformation komplett aus Břeclav vertrieben. Der Besitz des Aufständischen Ladislav Velen von Zerotein wurde konfisziert und den Liechtensteinern übergeben. Die Stadt wurde von Türken und Tataren belagert. Die Invasion der Schweden am 3. Mai 1643 brachte viel Leid und Tod über die Bevölkerung. Matriken werden seit 1686 geführt (Onlinesuche über das Landesarchiv Brünn). Grundbücher werden seit 1625 geführt.
Unter dem Schutz von Prinz Karl Eusebius von Liechtenstein und seiner Frau Johanna Beatrix kam es zu einer neuerlichen Ansiedelung von Juden. Die Synagoge wurde 1672 wieder aufgebaut. Als Folge des Krieges zwischen Kaiserin Maria Theresia und dem preußischen König Friedrich II. brannte die Stadt am 25. März 1742 infolge eines Rauchunfalls eines unachtsamen Husaren nieder. Am 21. November 1805 nahmen französische Truppen die Stadt vor der Schlacht bei Austerlitz ein. Die Stadt blieb bis zum 3. Januar 1806 von den französischen Truppen besetzt.

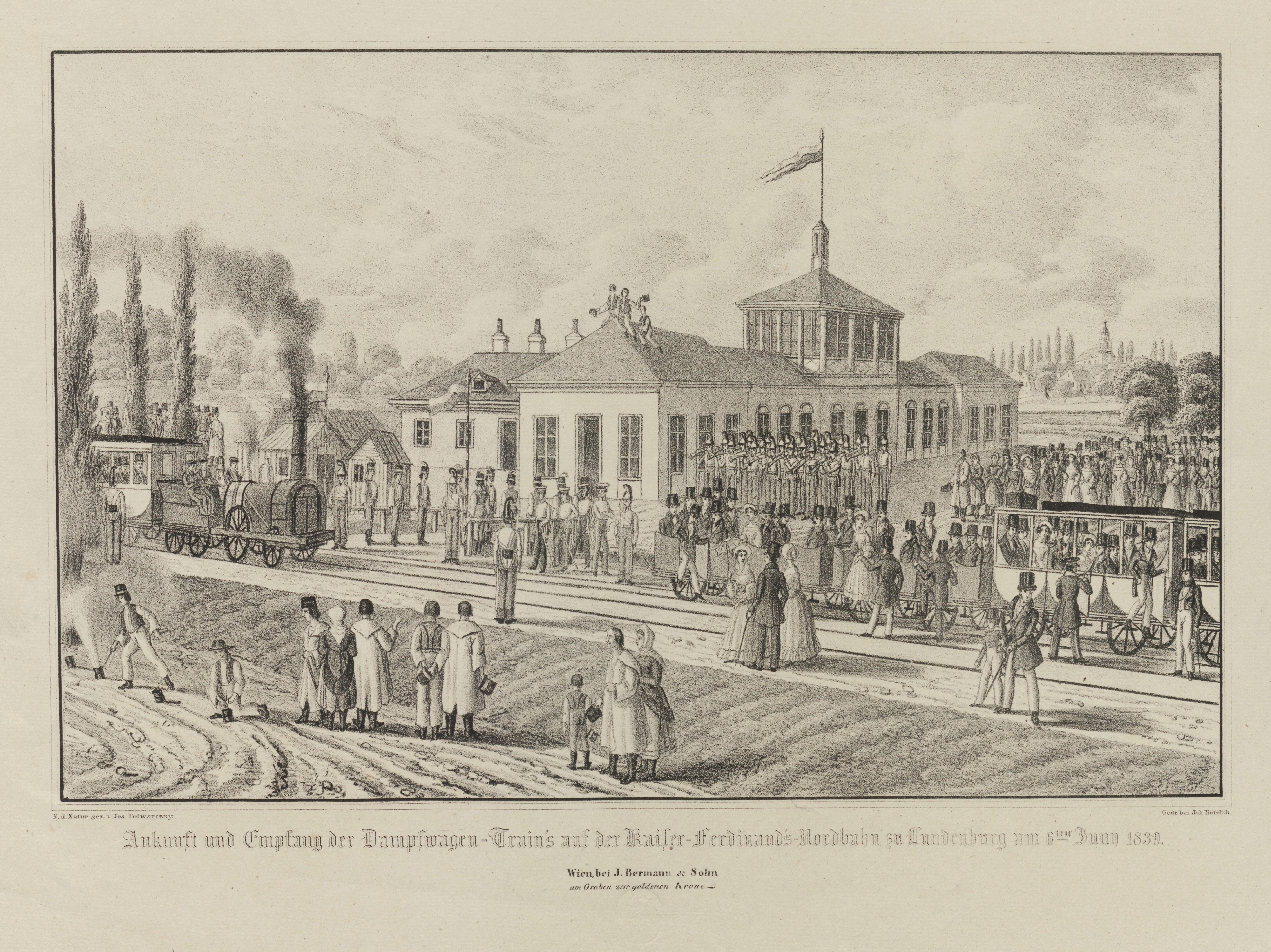
Ankunft der Kaiser Ferdinands-Nordbahn in Břeclav/Lundenburg (1839)

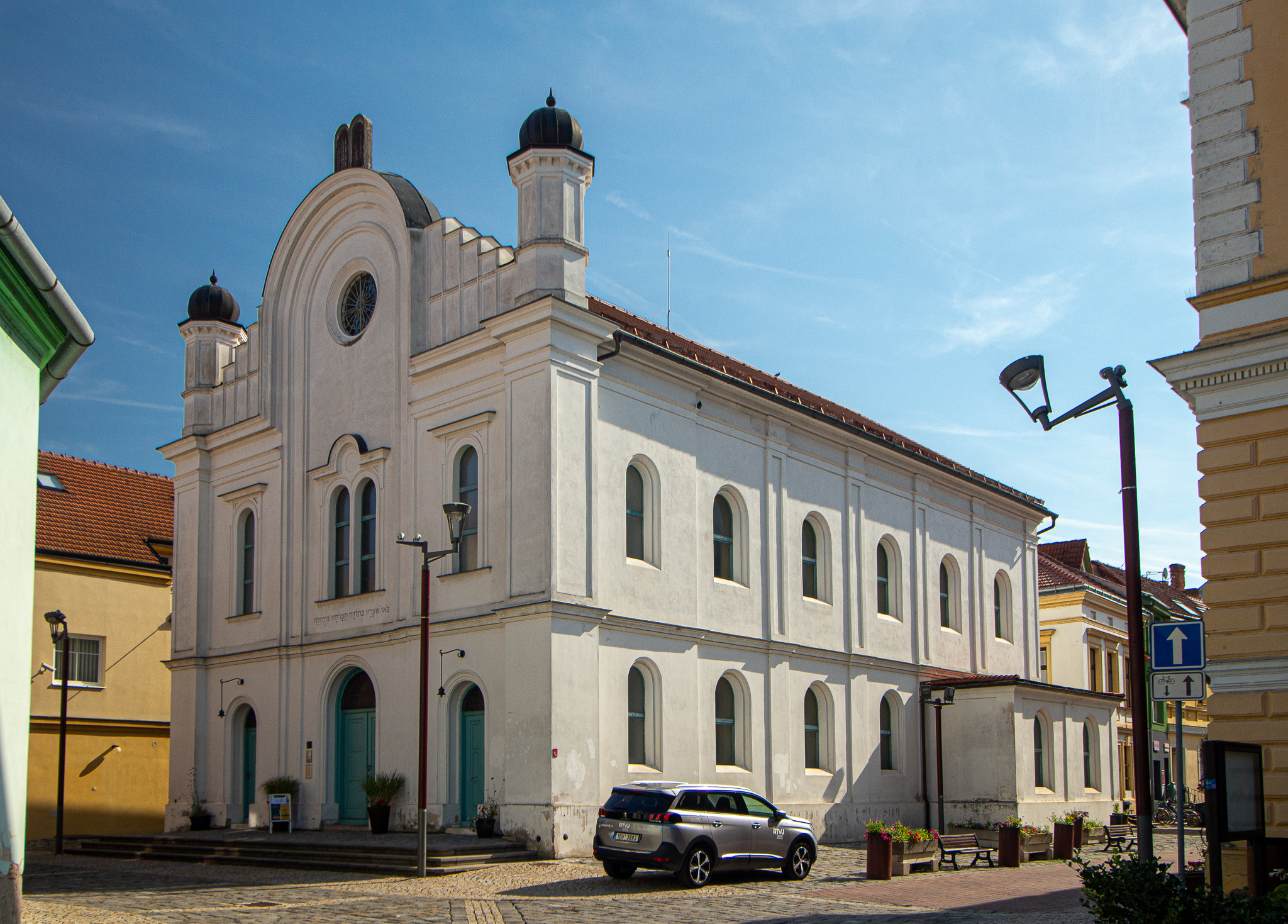
Die ehemalige, im Jahr 1868 errichtete Synagoge

1831 wütete eine Choleraepidemie in der Stadt und forderte viele Todesopfer. 1866 wütete eine zweite Epidemie in Lundenburg und Umgebung. 1839 wurde Lundenburg von der im Bau befindlichen Kaiser Ferdinands-Nordbahn erreicht und in der Folge zum Eisenbahnknotenpunkt ausgebaut, der Wien mit Brünn und Prag, mit Österreichisch Schlesien, Nordmähren und Oberungarn verband.
Im Jahr 1880 zählte Lundenburg 5681 Einwohner, 1890 dann 6430 Einwohner, davon 3045 Deutsche und 3075 Tschechen; die meisten waren Katholiken, der jüdischen Religion gehörten 740 Einwohner an. 1896 gehörte Lundenburg zur Bezirkshauptmannschaft Hodonín/Göding der Markgrafschaft Mähren und besaß ein Bezirksgericht, das fürstlich Liechtensteinische Schloss, zwei Zuckerfabriken, Malzfabriken, Bierbrauerei, Spiritusbrennerei, Dampfsäge, Parkettfabrik, Stärke- und Sagofabrik. Ab 1919 bestand in der Stadt eine tschechische Einwohnermehrheit. Dennoch kam die Stadt im Oktober 1938 mit dem Münchner Abkommen zum Deutschen Reich, zunächst zum Reichsgau Sudetenland, dann im Januar 1939 aber zum Reichsgau Niederdonau. Grund für die Annexion war die knappe deutschsprachige Mehrheit in Lundenburg bei der Volkszählung von 1910, die das Kriterium für die Grenzziehung im Oktober/November 1938 war. 1942 wurden die jüdischen Bewohner deportiert.
Nach dem Ende des Zweiten Weltkrieges kam die Stadt am 8. Mai 1945 wieder zur Tschechoslowakei. Vor den einsetzenden „Racheakten“ flohen viele Deutschsüdmährer nach Österreich oder wurden dorthin vertrieben. In Österreich waren sie allerdings laut einem 1945 erlassenen Gesetz unerwünscht und sie wurden mehrheitlich ins „Altreich“ abgeschoben. Das Gesetz besagte, dass alle nach dem März 1938 auf österreichischem Boden registrierten „Neuösterreicher“ kein Bleiberecht hätten. Davon wurden alle Südmährer erfasst – „Altösterreicher“ par excellence – weil man sie mit der späteren Eingliederung in den Gau Niederdonau zu vom Gesetz Betroffenen machte. Im August 1945 bestimmten drei der Hauptalliierten des Zweiten Weltkrieges im Potsdamer Abkommen die Nachkriegsordnung. Darin tolerierten sie die von tschechischer Seite verlangte Vertreibung aller deutschstämmigen Einwohner, einschließlich derer, die 1939 dem Gau Niederdonau zugeschlagen worden waren. Das hatte zur Folge, dass sich die Lundenburger unvermutet – als nach dem März 1938 in Österreich „zugezogene“ „Reichdeutsche“ – der Abschiebung nach Westdeutschland ausgesetzt sahen. Auf die „wilden Vertreibungen“ folgte ein „geordneter Transfer der deutschen Bevölkerungsteile“ aus der Tschechoslowakei, indessen aber nicht, wie bei den Wien nahezu benachbarten Lundenburgern erhofft, nach Österreich, sondern nach dem ihnen völlig fremden Westdeutschland. Aufgrund des Beneš-Dekretes 108 vom 25. Oktober 1945 wurde das gesamte Vermögen der deutschen Einwohner, darunter auch deutschböhmischer Adel wie die Fürsten von Liechtenstein konfisziert und unter staatliche Verwaltung gestellt.
In der kommunistischen Ära war die direkte Straßenverbindung nach Süden in Richtung Hohenau an der March gesperrt, der Eisenbahngrenzübergang blieb erhalten.

## Bevölkerung
Bevölkerungsentwicklung bis 1945
| 1793                                                                          | 02.063 | –     | –      | –   |
| 1836                                                                          | 02.952 | –     | –      | –   |
| 1869                                                                          | 04.597 | –     | –      | –   |
| 1880                                                                          | 06.954 | 3.449 | 03.142 | 363 |
| 1890                                                                          | 08.203 | 3.053 | 04.759 | 391 |
| 1900                                                                          | 09.136 | 3.462 | 05.272 | 402 |
| 1910                                                                          | 11.380 | 4.994 | 06.123 | 263 |
| 1921                                                                          | 12.500 | 2.028 | 09.534 | 482 |
| 1930                                                                          | 13.689 | 1.582 | 11.220 | 887 |
| 1939                                                                          | 11.237 | –     | –      | –   |
| Quelle: 1793, 1836, 1850 aus: Südmähren von A–Z, Frodl, Blaschka              |        |       |        |     |
| Sonstige: Historický místopis Moravy a Slezska v letech 1848–1960, sv.9. 1984 |        |       |        |     |

Bevölkerungsentwicklung nach Ende des Zweiten Weltkriegs
(Stand: 31.12. des jeweiligen Jahres)
| Jahr | Einwohner |
| ---- | --------- |
| 1947 | 10.384    |
| 1950 | 10.690    |
| 1960 | 11.808    |
| 1970 | 13.257    |
| 1980 | 24.174    |

| Jahr | Einwohner |
| ---- | --------- |
| 1990 | 26.304    |
| 2000 | 27.069    |
| 2010 | 24.052    |
| 2020 | 24.554    |
| 2022 | 24.544    |

Der Anstieg der Einwohnerzahl im Jahr 1980 ist auf die Eingemeindung von Poštorná, Charvátská Nová Ves und Ladná zwischen 1974 und 1976 zurückzuführen.

## Städtepartnerschaften
- Andrychów, Polen
- Brezová pod Bradlom, Slowakei
- Nový Bor, Tschechien
- Šentjernej, Slowenien
- Trnava, Slowakei
- Zwentendorf an der Donau, Österreich

## Sehenswürdigkeiten

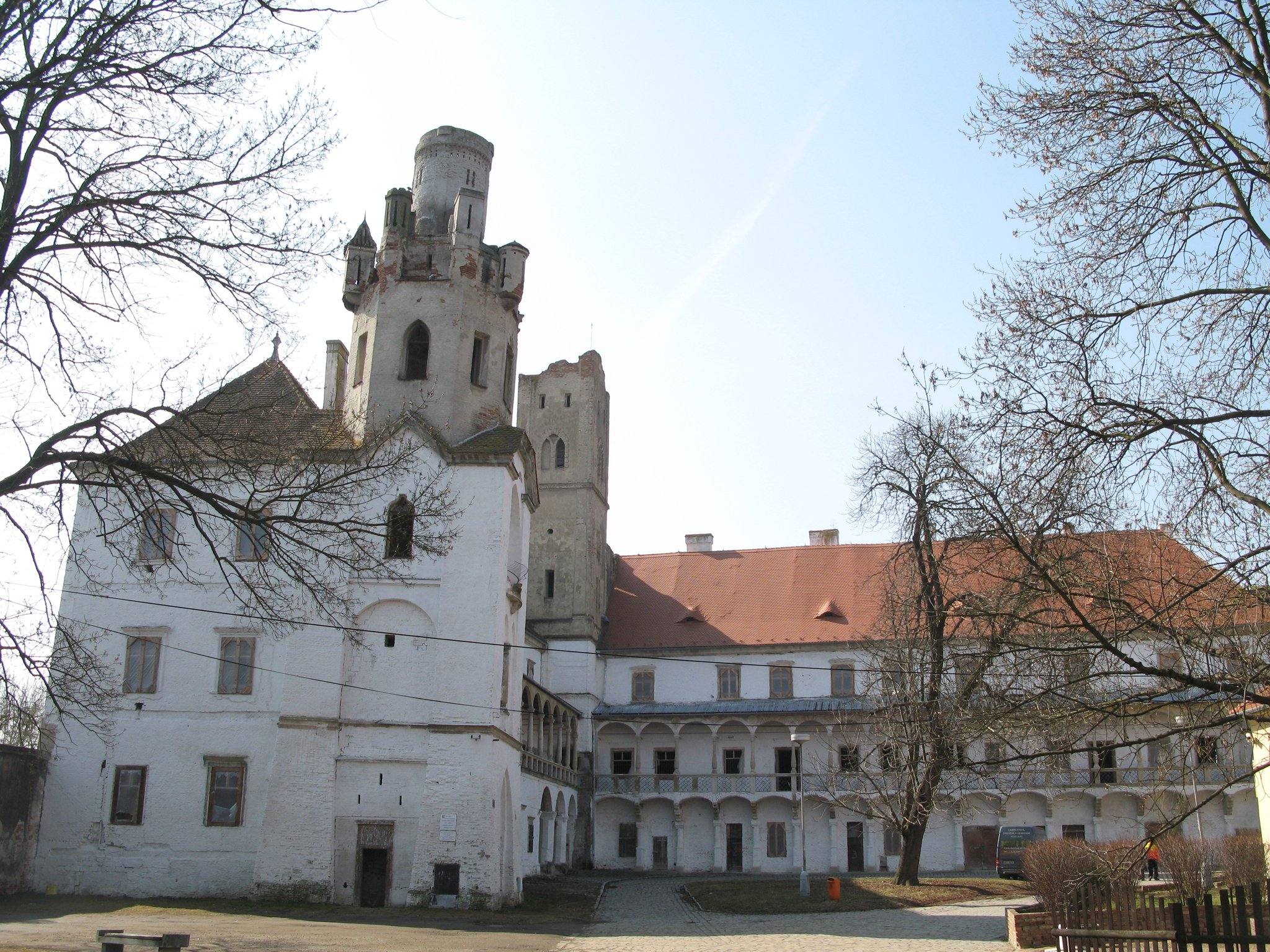
Schloss

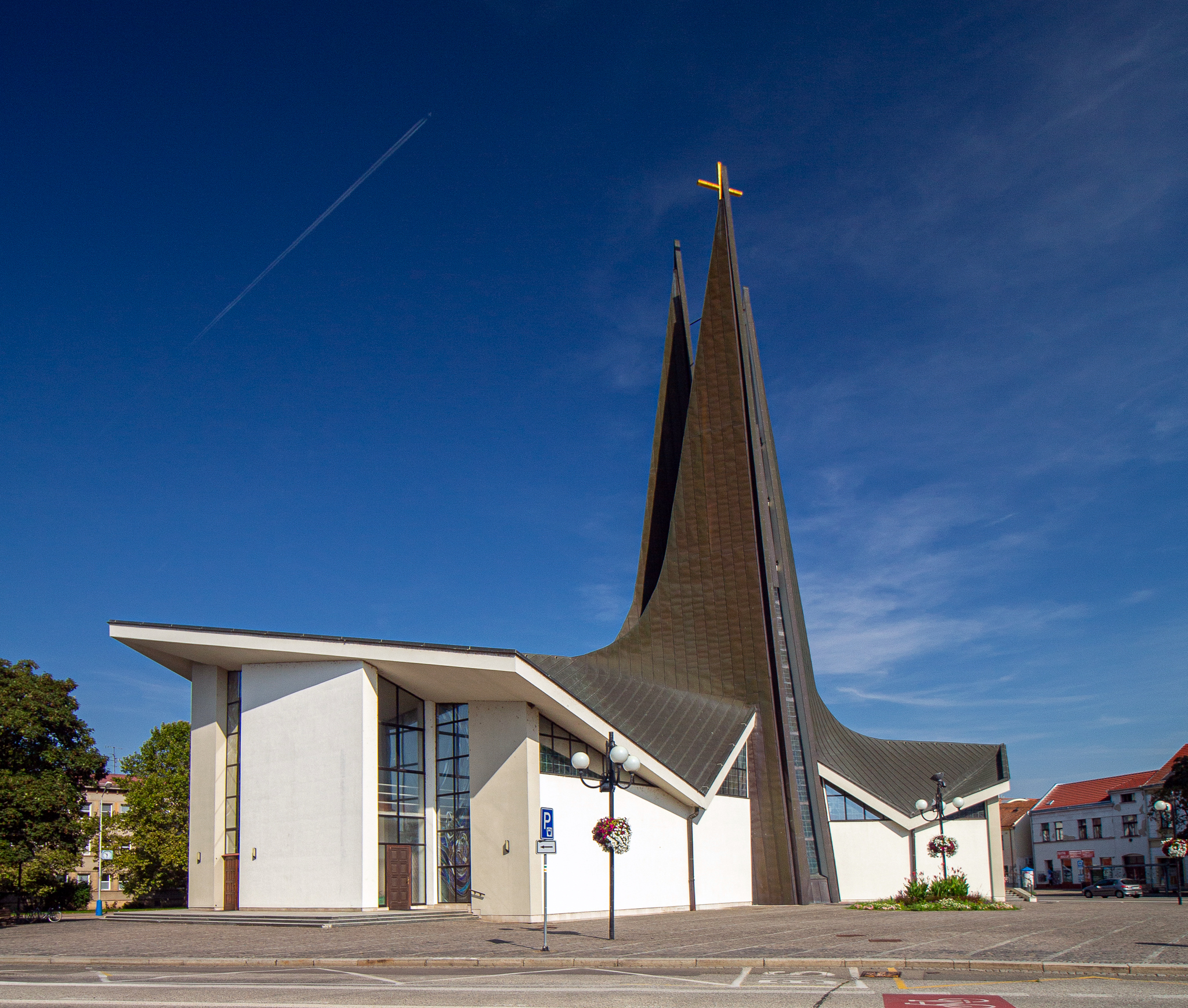
Moderne Kirche St. Wenzel

- Schloss: ursprünglich aus dem 16. Jahrhundert, im 19. Jahrhundert zu einer neugotischen künstlichen Ruine umgebaut
- Pfarrkirche in Poštorná: ungewohntes Gebäude nach dem Projekt der Liechtensteiner Bauhütte (1895–1898) (Karl Weinbrenner)
- Wenzelskirche: moderne Kirche aus den Jahren 1992–1995 anstelle der im Zweiten Weltkrieg zerstörten barocken Kirche
- Gefallenendenkmal für die Opfer des Ersten Weltkrieges
- Synagoge: ein neuromanisches Gebäude
- Stadtmuseum und Galerie in der ehemaligen Synagoge
- Jüdischer Friedhof mit Grabmal der Familie Kuffner (1899) und Trauerhalle
- Gymnasium
- Tempel der drei Grazien
- Apollo-Tempel: Nach den Plänen des Architekten Joseph Kornhäusel hat Franz Engel in den Jahren 1817–1819 auf dem Hügel des Mühlteiches (Mlýnský rybník, Apollo-Teich) einen Pavillon mit Aussichtsterrasse erbaut. Die künstlerische Ausgestaltung wurde vom Bildhauer Josef Klieber nach dem antiken Vorbild eines Apollo-Tempels vorgenommen.
- Neuhof

## Wirtschaft und Verkehr
Břeclav ist ein wichtiger Eisenbahnknotenpunkt am Paneuropäischen Verkehrskorridor IV mit Hauptstrecken in vier Richtungen:
- Brno – Prag – Dresden in Deutschland
- Přerov (Prerau) – Ostrava (Mährisch Ostrau) – Krakau bzw. Katowice in Polen,
- Kúty (Kutti) – Bratislava in der Slowakei – Budapest in Ungarn – Belgrad in Serbien,
- über Wien nach Wiener Neustadt sowie im internationalen Verkehr in den Süden Österreichs; sechs Railjet-Paare bedienen die Linie Praha hl.n. – Graz Hauptbahnhof. Seit Dezember 2017 bedienen drei RegioJet-Paare die Linie Praha hl.n. – Wien Hauptbahnhof.

Die ČD-Strecke Nr. 246 (eine Nebenbahn) verbindet Břeclav mit Znaim (Znojmo).
In Břeclav befindet sich unter anderem Sitz und Produktionsstätte der Moraviapress, die zur Walstead Leykam Druck Gruppe gehört.
Im Stadtteil Poštorná, der bis 1920 als eigene Gemeinde mit dem Namen Unter-Themenau ein Teil Niederösterreichs war, besteht mit PKZ Keramika Poštorná a.s. eine traditionsreiche Ziegelei und Steingutfabrik. Das Vorgängerunternehmen, die frühere Liechtensteinische Ziegelfabrik entstand 1867. Berühmt wurde die Fabrik durch die Lieferung von Dachziegeln für den Stephansdom in Wien in den Jahren 1948 bis 1950 aber auch für andere bedeutende Kirchen- und Profangebäude in Städten Österreich-Ungarns (Morava-Palast, Brünn).

## Persönlichkeiten
Söhne und Töchter der Stadt
- Karel Berka (1923–2004), Philosoph
- Franz J. Beranek (1902–1967), Sprachwissenschaftler
- Rudolf Carl (1899–1987), Schauspieler
- Ludvík Cupal (1915–1943), Widerstandskämpfer
- Hans Johann Dafinger (1866–1952), Professor an der Technischen Hochschule Brünn und Eisenbahnbauer
- Johanna Cupal (1919–1943), Opfer der politischen Justiz des Nationalsozialismus
- Wilhelm Ellenbogen (1863–1951), Arzt und Politiker
- Josef Alfred Heilsberg (1830–1894), Gutsbesitzer, Arzt und Abgeordneter zum Österreichischen Abgeordnetenhaus
- Petr Herman (* 1974), Straßenradrennfahrer
- František Kališ (* 1953), Radsportler
- Friedrich Kratochwil (* 1944), Politologe
- Peter Kubovsky (1930–2014), österreichischer Zeichner und Maler
- Ivan Kučírek (1946–2022), Bahnradsportler
- Ignaz von Kuffner (1822–1882), Industrieller, Politiker und Mäzen
- Julius Lieban (1857–1940), Opernsänger
- Barbora Němcová (* 2004), Radsportlerin
- Robert Obsieger (1884–1958), Bildhauer und Keramiker
- Karel Ptáčník (1921–2002), Schriftsteller
- Mauriz Schuster (1879–1952), klassischer Philologe
- Hans von Veyder-Malberg (1886–1966), Automobilpionier und -rennfahrer
- Alfred Vogt (1917–2002), Segelflugzeugkonstrukteur
- Anton Walz (1840–1906), Offizier und Abgeordneter zum Österreichischen Abgeordnetenhaus
- Karl Wöllert (1942–2023), Politiker und Geschäftsführer
- Alfons Ottokar Zadrazil (1900–1945), Augustinereremit

Personen mit Bezug zu Břeclav
- Paul Dedic (1890–1950), österreichischer Geistlicher und Kirchenhistoriker; wirkte hier von August 1913 bis Mai 1915 als Pfarrvikar